# Ijtihad
Ijtihād (in arabo اجتهاد‎?) è un termine legale islamico vuol dire semplicemente "interpretazione" (dei testi sacri come Corano e Sunna al fine di proporre norme giuridiche). 

## Nello sciismo
Nello Sciismo indica il diritto di promulgare una fatwā, che diventa subito operativa come legge, basandosi su un'interpretazione indipendente da parte di religiosi autorizzati. Questa parola araba significa letteralmente "sforzo", "applicazione", ed è usato per indicare l'esercizio individuale di elaborazione normativa operato a partire dalle fonti scritturali.
Secondo il taqlid (il principio dell'emulazione) dello sciismo, la società è divisa in due categorie rispetto allo status religioso:
- il primo gruppo è altamente esclusivo (i marjaʿ al-taqlīd, o 'fonti di emulazione', diversi mujtahid) con il titolo di Grande Ayatollah (Ayatollah ʿUẓma) e ha il diritto di ijtihād. Ciascuno tra loro può proclamare interpretazioni indipendenti che saranno seguite dai rispettivi seguaci.
- il secondo gruppo, gli "emulatori", è costituito dal popolo dei credenti.

Ogni musulmano sciita si sceglie un marjaʿ al-taqlīd e ne segue le indicazioni. In pratica, il diritto di ijtihad e il principio di emulazione contribuiscono a legare ciascun fedele e il religioso che si è scelto come guida, rinforzando il potere degli Ayatollah nella società, sia socialmente che moralmente, contro l'oppressione dei governanti.

## Nel sunnismo
L'interpretazione chiusa del Corano nel sunnismo si è sviluppata solo dal IV secolo dopo l'Egira, con la diffusione delle convinzioni di al-Ghazali, che cercava di conciliare ortodossia islamica e sufismo (col suo L'incoerenza dei filosofi - Tahāfut al-Falāsifaʰ). Nei 4 secoli precedenti infatti l'interpretazione coranica era aperta (il Bab al-Ijtihad era aperto, la porta dell'interpretazione era aperta) e vennero sviluppate le 4 scuole (Madhhab) sunnite, lo sciismo e l'ibadismo. Dopodiché quando apparentemente tutti i casi logici sono stati coperti dalla teologia (Kalām) si è assunto che ormai le interpretazioni successive non avrebbero avuto alcun valore né rilevanza giuridica. Questo cambio di atteggiamento iniziò con al-Ghazali, che conciliò il sufismo con l'ortodossia espellendo l'aristotelismo, e Averroè cercò invano di fermarlo (col suo Incoerenza della Incoerenza - Tahafut al-Tahafut). In realtà al-Ghazali criticava l'interpretazione di Avicenna di Aristotele, non Aristotele che diceva cose diverse, secondo Averroè. Inoltre è stato frainteso dai suoi lettori musulmani posteriori, in quanto non solo hanno giustamente evitato i concetti filosofici contrari all'Islam, ma anche quelli che non toccano proprio l'Islam e che possono essere veri (come la scienza) e anche spiegare il perché dei dogmi islamici (si vedano i "miracoli scientifici del Corano", cioè i passi scientifici del Corano - come le radici delle montagne, le acque che non si mischiano - confermati dalla scienza attuale del XX sec). Si veda la sezione Opere nella voce al-Ghazali.
Movimenti islamici sunniti che hanno proposto linee interpretative del Corano sono stati nel passato il mutazilismo (risultato perdente), l'asharismo di al Ghazali (risultato vincente) e oggi il movimento dei coranisti, dei movimenti liberali nell'islam e, per quanto poco noto, dai salafiti (vedi Riformismo islamico).